# Мальвіна (персонаж)
Мальвіна — персонаж книги російського письменника О. М. Толстого «Золотий ключик, або Пригоди Буратіно» (1936), лялька з блакитним волоссям і порцелянової головою.
Мальвіна — це «дівчинка з кучерявим блакитними волоссям», «найкрасивіша лялька з лялькового театру сеньйора Карабаса Барабаса», у неї порцелянова голова і тулуб, набитий ватою.
Мальвіна тікає від жорстокого Карабаса Барабаса в ліс і живе в ньому до зустрічі з Буратіно. Про неї піклується все живе, що мешкає в лісі: «звірі, птахи, і деякі з комах дуже полюбили її, — тому що вона була вихована і лагідна дівчинка … Звірі постачали її всім необхідним для життя».
Головним супутником Мальвіни є пудель Артемон.

## Прототип
Прообразом Мальвіни є персонаж з оповідання Карло Коллоді «Пригоди Піноккіо» — добра фея, «жила на узліссі, вже більше тисячі років», «красива дівчинка з волоссям кольору Лазурної блакиті». Коли Піноккіо тікає від неї, Фея вмирає від засмучення, і при їх нової зустрічі він бачить її вже дорослою жінкою, «яка, мабуть, могла б бути його матір'ю».
Також в образі Мальвіни простежуються риси Коломбіни — традиційного персонажа італійської комедії масок. В образі Коломбіни постійно підкреслювалися красива зовнішність, а також чесність, порядність і завжди гарний настрій. Дотримуючись італійського прототипу, в Мальвіну також закоханий меланхолійний поет П'єро.